# Mădăras (Bihor)
Mădăras (ungarisch Madarász, slowakisch Madaras, ukrainisch Медерас, serbisch-kyrillisch Мадараш) ist eine Gemeinde im Kreis Bihor im historischen Kreischgebiet in Rumänien.

## Geographische Lage

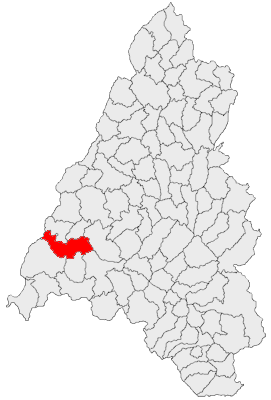
Die Gemeinde Madaras im Kreis Bihor

Die Gemeinde Mădăras liegt im Kreischgebiet im Osten der Großen Ungarischen Tiefebene. Der Ort Mădăras befindet sich am Drum național 79 sieben Kilometer von der ungarischen Grenze und drei Kilometer von der Stadt Salonta; die Kreishauptstadt Oradea befindet sich 30 km nordöstlich. Durch Mădăras fließt eine Abzweigung des Kanals Corhana (Canalul Corhana).
Die Gemeinde Mădăras grenzt im Norden an die Gemeinde Cefa, im Osten an die Gemeinde Husasău de Tinca, im Südosten an Gemeinde Tulca, im Süden an die Gemeinde Salonta und im Nordwesten an die ungarische Gemeinde Geszt.
Mădăras besitzt als Touristenattraktion das Thermalbad Mădăras.

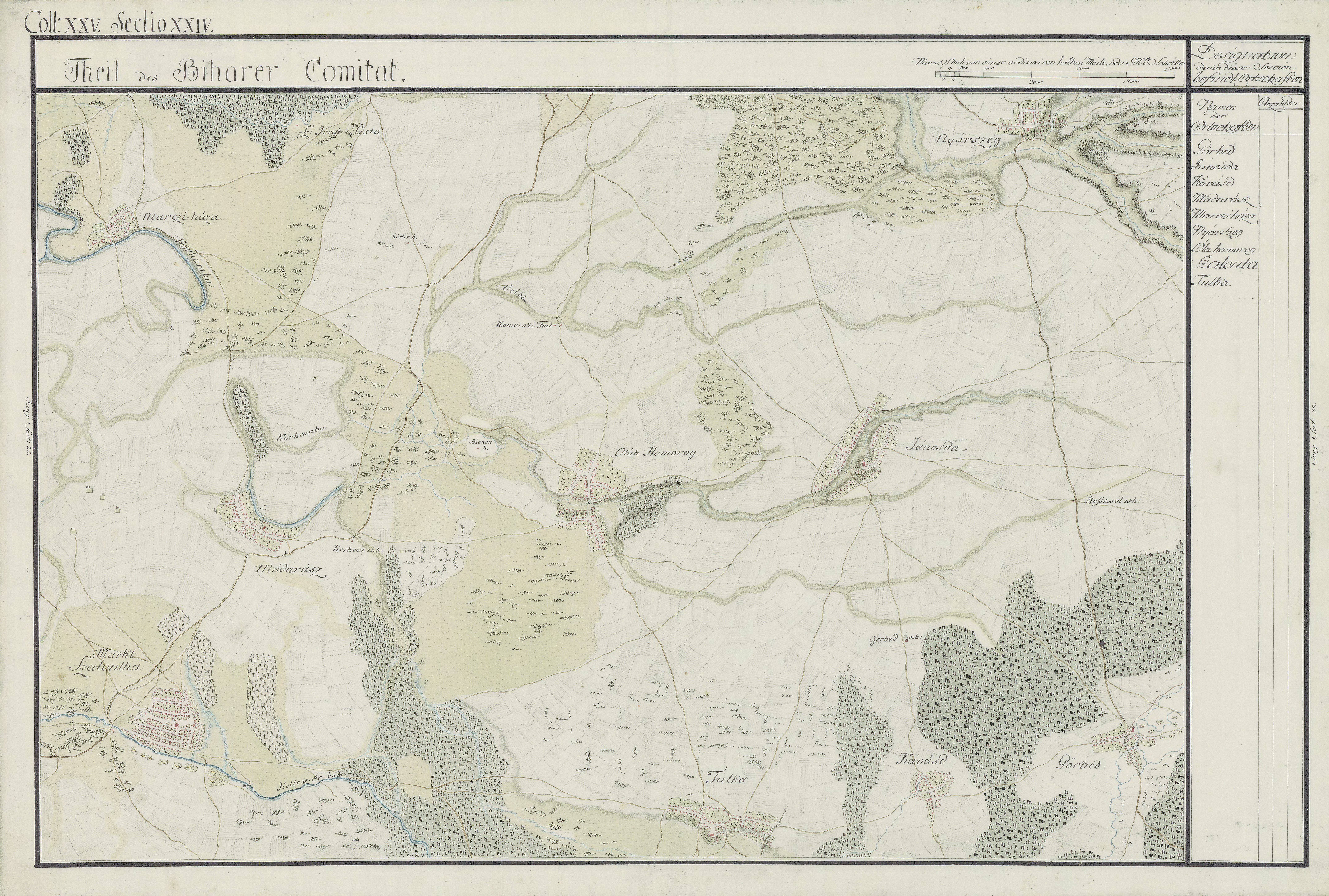
Mădăras (Madarász) in der Josephinischen Landesaufnahme von 1782–1785.

## Geschichte
Mădăras wurde erstmals 1291 als „Madaraz“ erwähnt. Das Dorf wurde Ende der Árpáden-Zeit gegründet. Der Name kommt von einem königlichen Vogelbeobachter („Madár“ für Vogel). Zu Beginn des 20. Jahrhunderts gehörte Mădăras zur Gemeinde Salonta. In Mădăras gibt es keine Straßennamen, darum wird jedes Haus nummeriert, wobei es bis zur Hausnummer 400 gehen kann. Somit wird die Strada Principală als Straßennamen für ganz Mădăras angegeben.

## Bevölkerung
Nach Angaben der Volkszählung 2011 hatte die Gemeinde Mădăras 2.828 Einwohner, davon waren 2.322 Rumänen. Weitere Minderheiten waren Slowaken (199), Roma (118) und Ungarn (107). Die meisten Einwohner sind orthodox, aber es sind auch Minderheiten wie Römisch-katholische, Baptisten oder Reformierte vertreten.

## Sehenswürdigkeiten
- Im eingemeindeten Dorf Homorog (ungarisch Oláhhomorog) die orthodoxe Kirche Nașterea Maicii Domnului, 1837 errichtet, steht unter Denkmalschutz.[3]
- Thermalbad Madaras (Strada Principală nr. 366)